# Protezioni nel football americano

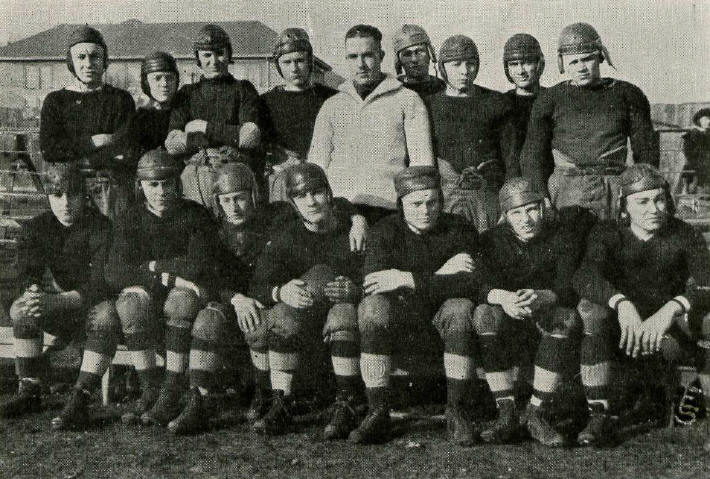
La squadra del 1921 dell'Indiana High School di football americano: visibili i primi modelli di protezioni

Nel football americano le collisioni tra i giocatori sono frequenti, facendo parte della filosofia stessa di questo sport. Per ridurre i traumi conseguenti gli urti, i giocatori indossano apposite protezioni.
Le protezioni più vistose, che nell'immaginario collettivo caratterizzano questo sport, sono il casco e il paraspalle, tuttavia esistono molti altri accessori studiati per salvaguardare l'incolumità dei giocatori, alcuni dei quali devono essere obbligatoriamente indossati durante le partite ufficiali.

## Protezioni obbligatorie e facoltative
Ogni federazione fissa proprie regole per l'utilizzo delle protezioni in campo, l'obbligatorietà di alcune e la volontarietà di altre.

### Regolamento NFL
La National Football League ha definito delle regole ferree per quanto riguarda la tipologia, il colore e la quantità delle protezioni indossate dai giocatori in campo; devono essere progettate e prodotte da aziende professionali e non possono essere successivamente modificate se non per motivi medici approvati. Gli accessori obbligatori, che fanno parte della dotazione minima dei giocatori e che devono essere sempre indossati anche nelle fasi del riscaldamento pre-partita, sono:
- casco;
- paraspalle;
- paracosce e ginocchiere.

I parafianchi sono consigliati ma non obbligatori.
Il kicker e il punter possono evitare di indossare paracosce e ginocchiere.
In aggiunta alle protezioni obbligatorie vi sono altri accessori il cui utilizzo è ammesso dalla NFL su base volontaria:
- paracostole;
- guanti;
- para-avambraccia o fasciature alle braccia (solo offensive lineman ad esclusione del tight end);
- polsini.

### Regolamento NCAA
Anche la National Collegiate Athletic Association ha fissato delle regole per l'utilizzo delle protezioni che hanno valore tuttavia solo nelle competizioni universitarie di football. Gli accessori obbligatori sono:
- casco;
- paraspalle;
- paracosce e ginocchiere;
- parafianchi;
- paradenti.

### Regolamento football giovanile USA
Nelle competizioni giovanili statunitensi ufficiali sono obbligatorie le seguenti attrezzature di protezione:
- casco;
- paraspalle;
- paracosce e ginocchiere;
- parafianchi e paracoccige;
- paradenti dotato di protezione per le labbra.

Parastinchi e guanti certificati sono ammessi in campo, così come altre protezioni purché approvate dall'arbitro e in materiale morbido e non abrasivo.

## Casco

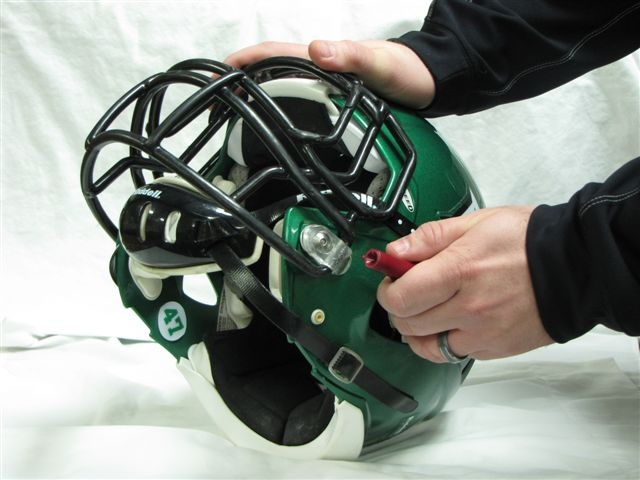
Casco da gioco completo di maschera e mentoniera

Il casco del football americano è simile al tipo jet usato dai motociclisti, ma è provvisto di una grata protettiva a difesa della parte anteriore del viso. Ha lo scopo di proteggere la testa del giocatore da lesioni. È studiato in modo da essere leggero, facilmente indossabile e comodo da portare senza causare eccessive limitazioni alla visibilità in campo. I materiali e le tecniche con le quali i caschi venivano costruiti avevano l'obiettivo di proteggere il cranio dei giocatori da possibili fratture piuttosto che dissipare l'energia degli urti; più recentemente nuove tecnologie e materiali cercano di limitare danni al cervello dovuti alla potenza delle collisioni. I primi caschi nel football americano apparvero in campo negli anni 1920 ed erano in pelle morbida per poi essere sostituiti con modelli in cuoio duro negli anni 1930.
La mentoniera fu installata nei caschi negli anni 1940 mentre l'uso di questa protezione divenne obbligatorio nel 1943. Bisogna attendere il 1949 per vedere ufficialmente adottati nella NFL i caschi in materiale plastico che successivamente furono dotati di un'imbottitura morbida all'interno. Nel 1950 fu applicata una singola barra anteriormente a protezione del volto del giocatore e negli anni 1960 si diffuse tra tutti i giocatori l'uso della maschera (face mask) composta da una doppia barra. Negli anni 1970 all'interno del casco iniziarono ad essere montate delle imbottiture gonfiabili, più leggere e maggiormente utili per ammortizzare gli impatti. Nel 1975 si iniziarono a vedere le prime maschere complete. Negli anni 1980 i caschi furono prodotti in policarbonato e iniziarono a montare degli schermi trasparenti a protezione degli occhi. Nel 2000 si iniziarono a fabbricare caschi appositamente studiati per ridurre i traumi (concussion) alla testa mentre nel 2004 furono bandite le maschere a barra singola.
Attualmente il problema dei traumi alla testa è preso in seria considerazione nella NFL e i caschi moderni hanno montato sulla mentoniera un accelerometro che segnala un urto pericoloso per il giocatore.
I caschi negli Stati Uniti devono rispettare specifici standard di sicurezza fissati dal National Operating Committee for Sports and Athletic Equipment.

## Paraspalle

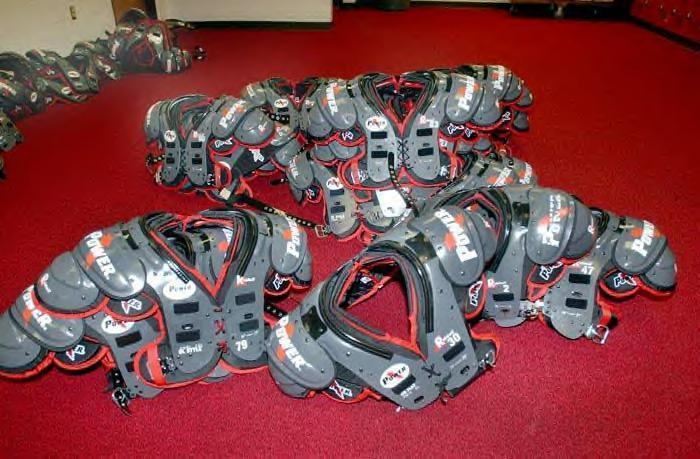
Vari tipi di paraspalle

Il paraspalle è l'accessorio più complicato da indossare, composto da un giubbotto di materiale morbido su cui sono applicate delle piastre in plastica dura fissate in modo tale da non limitare eccessivamente il giocatore o i movimenti delle braccia e al contempo proteggerne adeguatamente le spalle e il tronco. I giocatori sottoposti più di frequente a urti e placcaggi indossano paraspalle più pesanti, mentre quelli che in campo ricoprono posizioni meno esposte, come ad esempio il quarterback, indossano un equipaggiamento più leggero e meno ingombrante.
L'invenzione del paraspalle è stata attribuita a uno studente di Princeton nel 1877, un certo L. P. Smock che si autocostruì l'accessorio cucendo sulla maglia di gioco dei pezzi di cuoio e di legno.
Il primo paraspalle simile a quello odierno, indossato come un giubbotto calzato dalla testa, viene fatto risalire ai primi anni del novecento, fabbricato in cuoio e tela. Le materie plastiche iniziarono ad essere utilizzate tra gli anni 1960 e 1970; le nuove tecnologie permisero la progettazione di accessori protettivi meno pesanti ma più efficaci dei precedenti. Contemporaneamente anche la forma si evolse fino a coprire non solo le spalle, ma anche il tronco superiore, lo sterno e le costole. Oggi la progettazione dei paraspalle tiene in debito conto non solo la massima protezione, ma anche la comodità e l'aerazione.

## Paracosce e ginocchiere

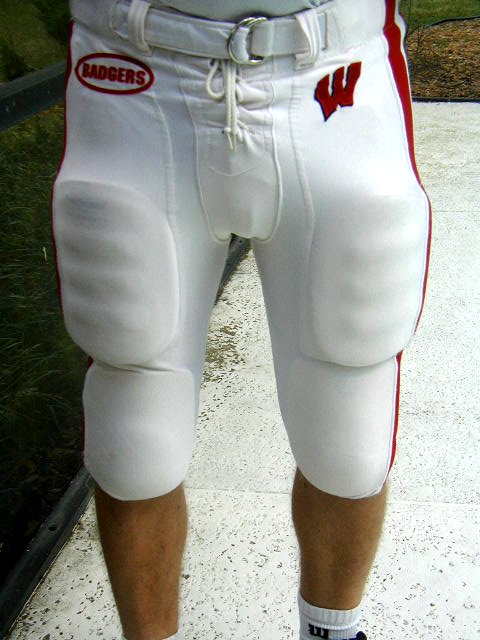
I pantaloni da gioco contengono all'interno i paracosce e le ginocchiere

Queste protezioni sono inserite in apposite tasche interne dei pantaloni da gioco e tenute in posizione grazie all'aderenza del tessuto elastico alle gambe. Al posto delle protezioni alle ginocchia possono essere usate delle comuni ginocchiere da pallacanestro purché siano in materiale morbido e siano completamente coperte dai pantaloni.

## Paracostole
Il paraspalle offre un'ottima protezione per la parte superiore del busto e dello sterno ma non protegge altrettanto bene le costole più in basso, specie nei paraspalle più corti, quali quelli indossati dai wide receivers e dai quarterbaks. Il paracostole è una protezione aggiuntiva da indossare sotto la maglia di gioco, più in basso rispetto al paraspalle.

## Paradenti

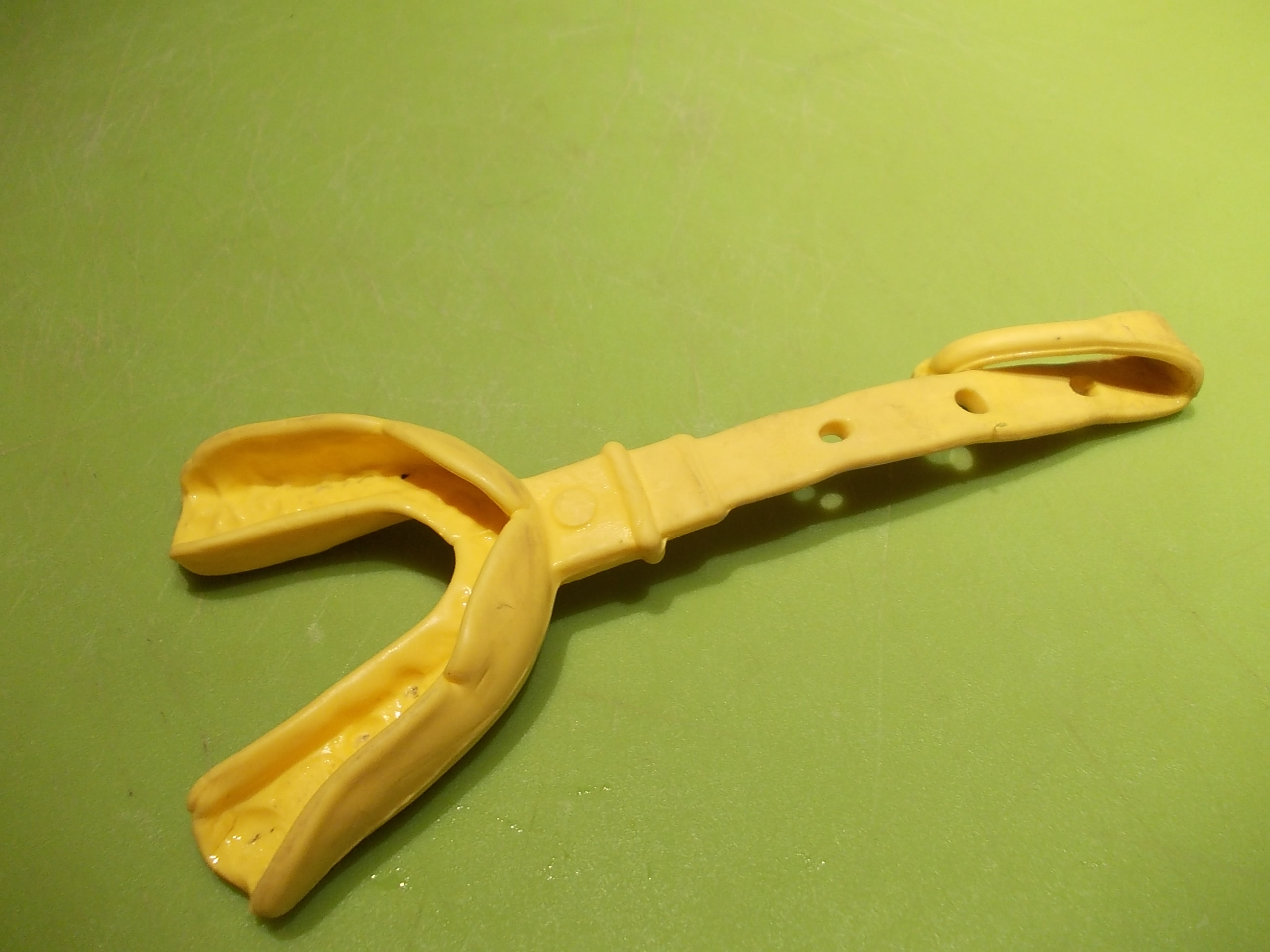
Paradenti per il football americano

Il paradenti è usato non solo per proteggere la bocca e i denti dei giocatori ma anche per evitare che nei contatti più duri possano inavvertitamente modersi la lingua. Il paradenti è di materiale plastico, morbido, di colore acceso e viene assicurato alla grata del casco per mezzo di un'apposita appendice.
Alcuni paradenti sono dotati di una protezione aggiuntiva per le labbra. Quest'ultimo accessorio è obbligatorio nelle gare ufficiali delle federazioni giovanili.

## Parafianchi
I parafianchi sono due protezioni da inserire nelle tasche laterali di un apposito calzoncino indossato sotto i pantaloni da gioco. Lo stesso calzoncino è dotato anche di una tasca posteriore in cui si può inserire un'ulteriore stretta protezione, il paracoccige, obbligatorio nelle gare ufficiali delle federazioni giovanili.

## Guanti e parabraccia

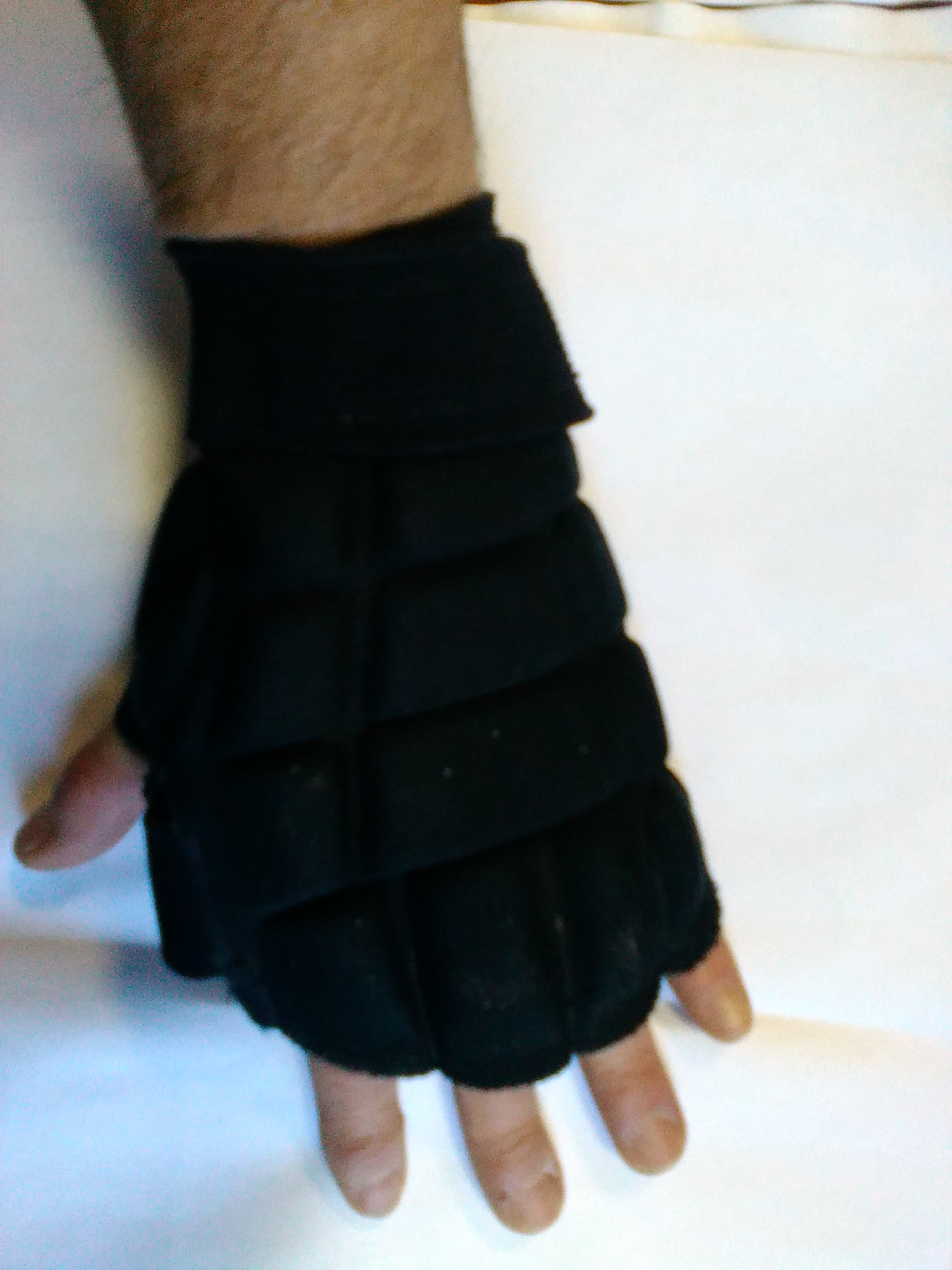
La parte frontale di un guanto protettivo per giocatori di linea

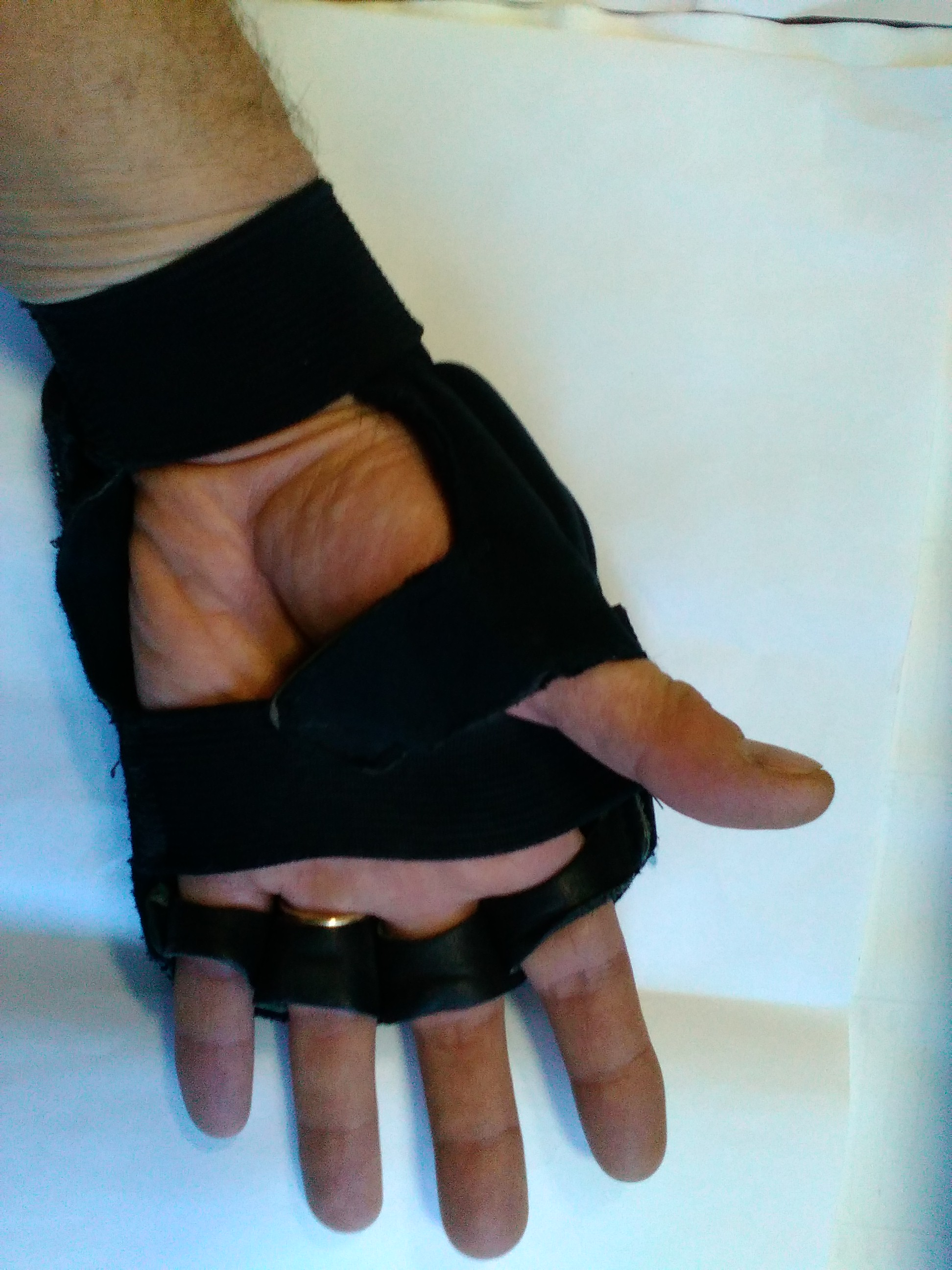
La parte posteriore di un guanto protettivo per giocatori di linea

I guanti da gioco sono indossati per proteggere le mani dal freddo e dagli attriti, per migliorare la presa sul pallone da parte dei wide receivers ma soprattutto dagli uomini delle linee di attacco e di difesa a protezione dai frequenti urti sulle mani durante i blocchi. I guanti di questi ultimi giocatori presentano pesanti imbottiture sul dorso delle mani e spesso sono privi di dita, mentre i guanti dei ricevitori sono in neoprene.
Gli uomini delle linee di attacco di solito indossano delle protezioni per le braccia, sottoposte a forti urti durante i blocchi.

## Paracollo
Tra gli anni 1970 e i primi anni 1990 si diffuse l'abitudine di legare al paraspalle una particolare protezione cervicale che veniva posizionata in corrispondenza della nuca (neck pad) oppure intorno al collo come una specie collare (neck roll). Questa protezione arrestava l'iper-estensione all'indietro del collo in caso di urti alla testa. L'accessorio, chiamato anche cowboy collar oppure butterfly restrictor, è caduto in disuso in parte grazie alle nuove regole e limitazioni nei placcaggi introdotte nel football che hanno abbassato di molto le probabilità di traumi al collo, in parte perché limitava di molto i movimenti senza che la sua effettiva utilità fosse mai stata confermata in laboratorio.
Alcuni giocatori, reduci da traumi al collo, ricorrono ancora oggi a questa protezione come ulteriore cautela durante i primi ritorni in campo.

## Conchiglia e sospensorio
Queste protezioni per i genitali maschili sono frequentemente indossate dai giocatori delle leghe giovanili maschili, ma raramente usate nel football professionistico. La conchiglia, protezione rigida a forma di tazza inserita nel sospensorio, è ritenuta dalla maggior parte dei giocatori un accessorio scomodo da indossare durante la corsa e soprattutto pericoloso nel caso in cui, durante un contatto, si sposti dalla posizione centrale.